# آلف بنتلی (بازیکن فوتبال، زاده ۱۹۳۱)
آلف بنتلی (انگلیسی: Alf Bentley; ۲۸ اکتبر ۱۹۳۱ – ۱۵ اکتبر ۱۹۹۶) بازیکن فوتبال اهل بریتانیا بود.
از باشگاه‌هایی که در آن بازی کرده‌است می‌توان به باشگاه فوتبال کاونتری سیتی اشاره کرد.